# تشايا
تشايا (بالإنجليزية: Chhaya)‏، في الهندوسية، هي التجسيد الهندوسي للظل وهي إلهة الظل وقرينة الإله سوريا إله الشمس الهندوسي.